# Misumenops maculissparsus
Misumenops maculissparsus är en spindelart som först beskrevs av Eugen von Keyserling 1891.  Misumenops maculissparsus ingår i släktet Misumenops och familjen krabbspindlar. Inga underarter finns listade i Catalogue of Life.